# ماريا باكونين
ماريا باكونين (بالإيطالية: Maria Bakunin)‏ هي أحيائية وكيميائية إيطالية، ولدت في 2 فبراير 1873 في كراسنويارسك في روسيا، وتوفيت في 17 أبريل 1960 في نابولي في إيطاليا.